# Clubiona dyasia
Clubiona dyasia este o specie de păianjeni din genul Clubiona, familia Clubionidae, descrisă de Gertsch, 1941. Conform Catalogue of Life specia Clubiona dyasia nu are subspecii cunoscute.